# Десислава Знаменова
Десислава Знаменова е българска актриса. Понякога е кредитирана като Деси Знаменова. Активно се занимава с озвучаване.

## Ранен живот
Родена е на 6 април 1966 г.
През 1990 г. завършва актьорско майсторство за куклен театър в ВИТИЗ „Кръстьо Сарафов“ в класа на професор Николина Георгиева.

## Актьорска кариера
Играе една година в Бургаския театър, след което живее в САЩ и Канада за няколко години.

## Кариера на озвучаваща актриса
Знаменова започва да се занимава с озвучаване на реклами, филми и сериали през 1993 г. Първата ѝ работа в дублажа е в ролята на принцеса Кала в „Приключенията на Гумените мечета“.
По-известни сериали с нейно участие са „Дивата Роза“, „Монк“ (сезони 3–4), „Моя сладка Валентина“, „Перла“, „Мечтатели“, „Клуб Веселие“, „Тайнствени афери“ (сезони 1–2), „Вътрешна сигурност“ (сезони 1–2), „Зловеща семейна история“ и „Проби и грешки“, както и анимационни поредици като „Междузвездни войни: Войната на клонингите“ и „Малкото пони: Приятелството е магия“. През 1999 г. Знаменова озвучава Олив Ойл в 17 филмчета от поредицата видеокасети „Попай моряка“, издадени от „Проксима Видео“.
Работи за кратко като режисьор на дублажи в студио „Джи Ди Ар Системс“. От края на 2021 г. режисира дублажи в студио „Про Филмс“.
| Актриса          | Заглавия | Роли                                                                |
| ---------------- | --- | ------------------------------------------------------------------- |
| Ан-Маргрет       | Сърдити старчета (дублаж на bTV) По-сърдити старчета (дублаж на bTV) | Ариел Труа Густафсън                                                |
| Анджела Басет    | Ченге в детската градина (дублаж на bTV) Зловеща семейна история: Фрийк шоу (в епизоди 4-7 е Татяна Захова) | Стюардеса Дезире Дюпри                                              |
| Дженифър Анистън | Тя е жената! Идеалният образ Офис треска Извън релси (дублаж на bTV) Хора с пари Марли и аз (дублаж на bTV) | Рене Фицпатрик Кейт Моузли Джоана Лусинда Харис Оливия Джени Гроган |
| Джоди Фостър     | Съмърсби Маверик (дублаж на bTV) Контакт Паник стая | Лоръл Съмърсби Анабел Брансфорд Д-р Елинор Ароуей Мег Олтман        |
| Евън Рейчъл Уд   | Маската на властта (дублаж на Медиа Линк) Случай с теб | Моли Стиърнс Бърди                                                  |
| Лиа Мишел        | Клуб Веселие Клуб Веселие: Концертът | Рейчъл Бери Себе си                                                 |
| Мадлин Зима      | Гувернантката (дублаж на bTV) Историята на Пепеляшка (дублаж на bTV) | Грейс Шефийлд Бриана                                                |
| Мей Куестел      | Големият лош Синдбад Древна история Чистачът на плодове (Чистачът на подове) 20-годишен юбилей на Попай Такси Тъжната младоженка Страх от финала Попай детектив Сготвено с шеги Попай президент Да се бием навън Говорите ли? Не ме е страх Теглене Почти венчани Кристална свада Призрачен кораб | Олив Ойл                                                            |
| Ника Фътърман    | Междузвездни войни: Войната на клонингите (дублаж на bTV) Междузвездни войни: Войната на клонингите (филм) Фенбой и Чам Чам | Асай Вентрес Чам Чам                                                |
| Пери Рийвс       | Мистър и мисис Смит (първи дублаж на Диема Вижън) Обвързани | Джеси Елън                                                          |
| Упи Голдбърг     | Съдружникът (дублаж на Тандем Видео) Гувернантката (дублаж на bTV) | Лоръл Ейрис/Робърт Къти Една                                        |

## Личен живот
Има една дъщеря. Женена е за Владимир Василев, който играе главната роля в „Тигърчето“.

## Филмография
- „Сутрешен блок“ (2012) – майката на Пацо (един епизод)